# كريمة الشوكولاتة

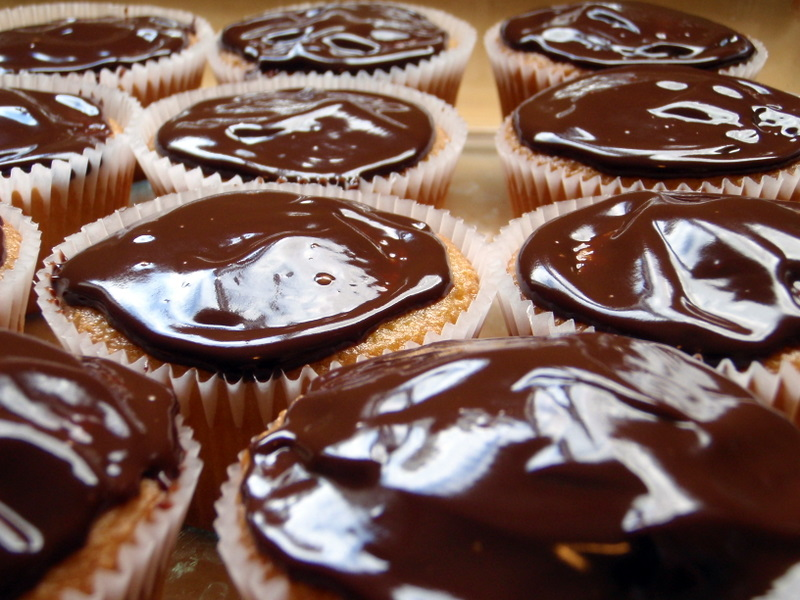

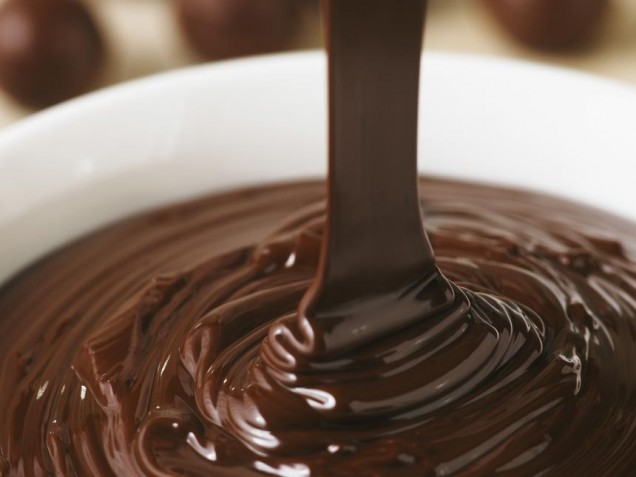
كريمة الشوكولاتة

كريمة الشوكولاتة أو (غاناش - Ganache) أو (الكريمة الباريسية-; French: [ganaʃ) أو الجناش أو كريمة الجناش أو صلصة الغاناش. عبارة عن كريمة من شوكولاتة التغطية وقشطة الحليب، والتي تستخدم من أجل حشو وتغطية المعجنات والحلويات.

## التحضير
يمكن تصنيع كريمة الشوكولاتة من الشوكولاتة الداكنة أو الشوكولاتة بالحليب، وغالباً ما يتم تطعيم المنتجات المصنوعة منها بنكهة القهوة أو بإضافة الفانيليا أو المكسرات أو اللوز مع إضافة الزبدة أو صفار البيض.
تصنع كريمة الشوكولاتة أو الغاناش في البلاد الأوربية عادة عن طريق تسخين أجزاء متساوية بالوزن من الكريمة والشوكولاتة المقطعة، وتسخين الكريمة أولاً، ثم صبها فوق الشوكولاتة. يتم تقليب الخليط أو مزجه حتى يصبح ناعمًا، مع إضافة الخمور أو المستخلصات إذا رغبت في ذلك. تُضاف الزبدة عمومًا لمنح الغاناش مظهرًا لامعًا وملمسًا ناعمًا. كما أن إضافة شراب الذرة يمنحه لونًا لامعًا ويستخدم لتحلية الغاناش دون التأثير الجانبي للتبلور الذي يأتي من السكريات الأخرى. اعتمادًا على نوع الشوكولاتة المستخدمة، والغرض المقصود من الغاناش، ودرجة الحرارة التي سيتم تقديمه بها، تختلف نسبة الشوكولاتة إلى الكريمة للحصول على الاتساق المطلوب. عادة، يتم استخدام جزأين من الشوكولاتة إلى جزء واحد من الكريمة لملء الكعك أو كأساس لصنع كمأ الشوكولاتة، بينما يتم استخدام واحد إلى واحد بشكل شائع كطلاء. في حالة استخدام الشوكولاتة البيضاء، فإن نسبة 3 أجزاء من الشوكولاتة إلى جزء واحد من الكريمة هي المعيار. يفضل استخدام كريمة الخفق الثقيلة بشكل عام لصنع قشدة كريمية وسميكة. هذا يمتزج جيدًا مع الشوكولاتة الداكنة بنسبة 60-82٪. إذا تكتلت الشوكولاتة أثناء خلطها بالكريمة الدافئة، فإن إضافة ملعقة كبيرة وملعقة كبيرة من الماء الساخن إلى الخليط يمكن أن يعالج المشكلة.
يمكن خفق الغاناش المبرد لزيادة الحجم وتوزيعه على هيئة كريمة icing لتغطية الكيك cake. يصبح أكثر سمكا عندما يبرد. يُسكب الغاناش أيضًا في قالب أو ترين terrine وهو دافئ ويُترك ليبرد. بمجرد أن يبرد، يمكن إزالته من القالب وتقطيعه إلى شرائح على غرار الباتيه pâté.

## التاريخ
كان غاناش أو كريم غاناش في الأصل نوعًا من تروفل (بالإنجليزي Chocolate truffle) قدمه صانع الحلويات في باريس Maison Siraudin في حوالي عام 1862 وتم توثيقه لأول مرة في عام 1869. تم تسميته على اسم كوميديا الفودفيل الشهيرة من تأليف Victorien Sardou ، es Ganaches («الخشبات») (1862).

## معرض صور

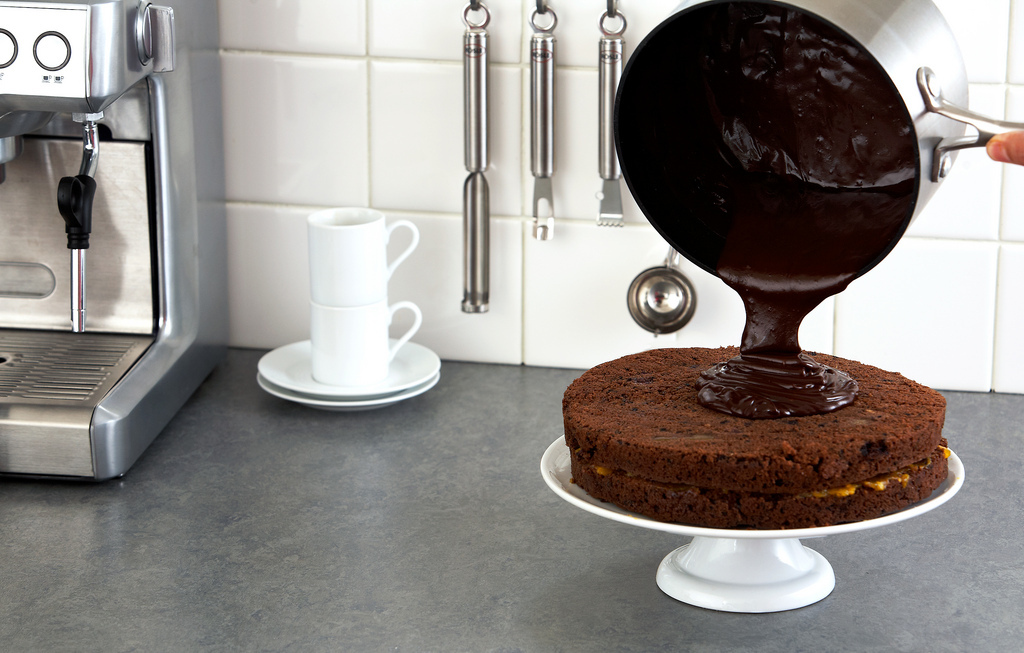
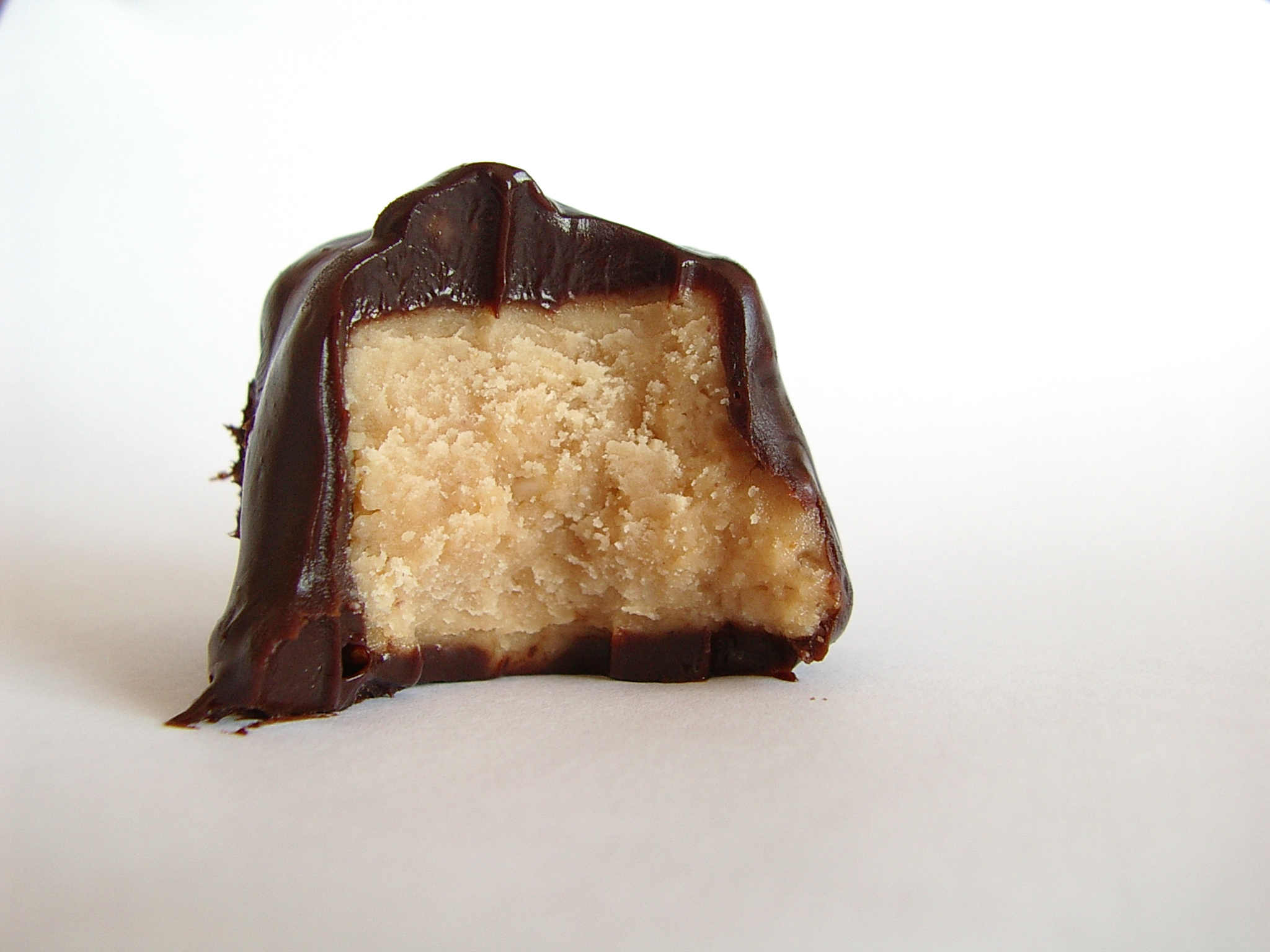
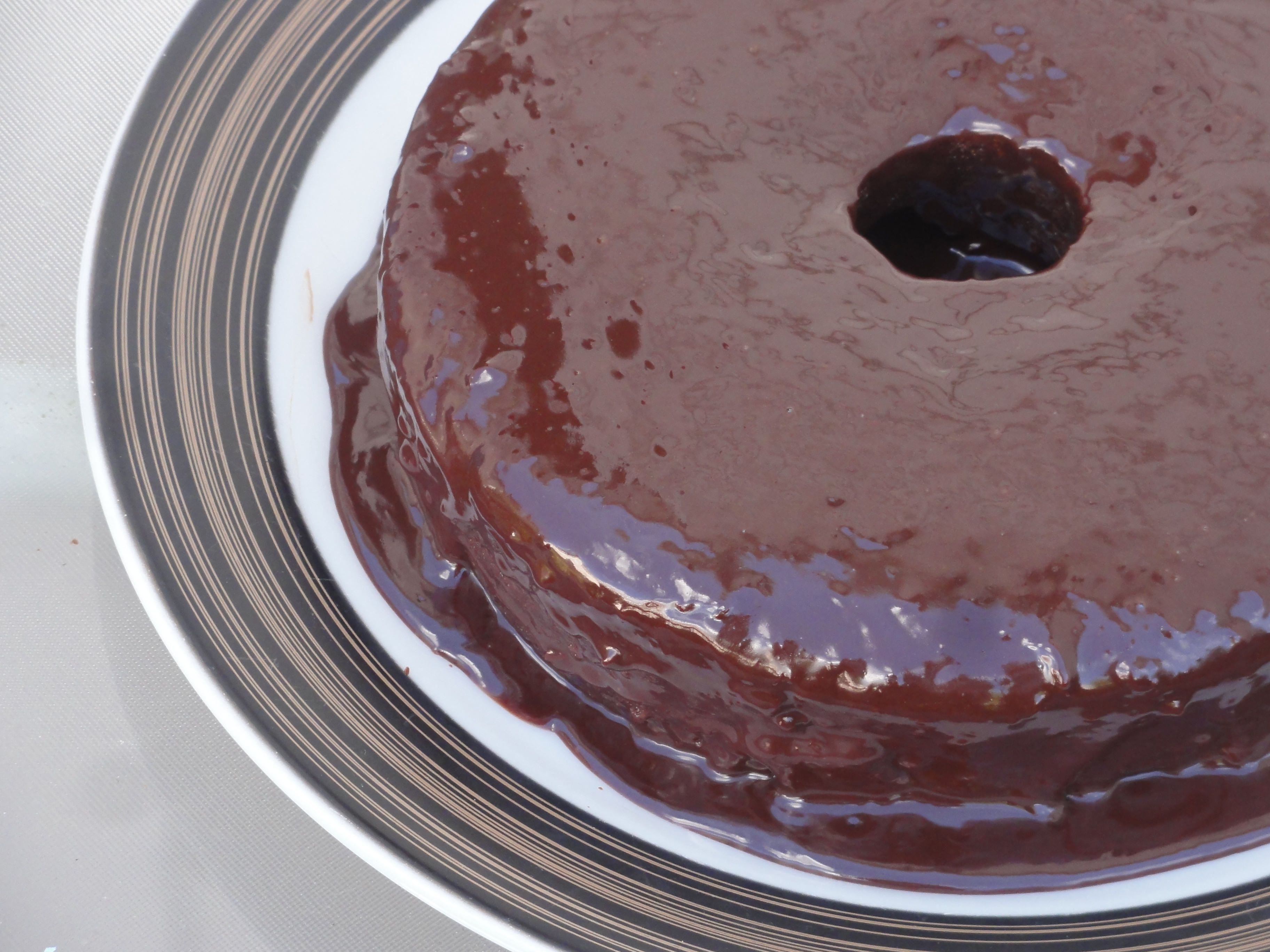
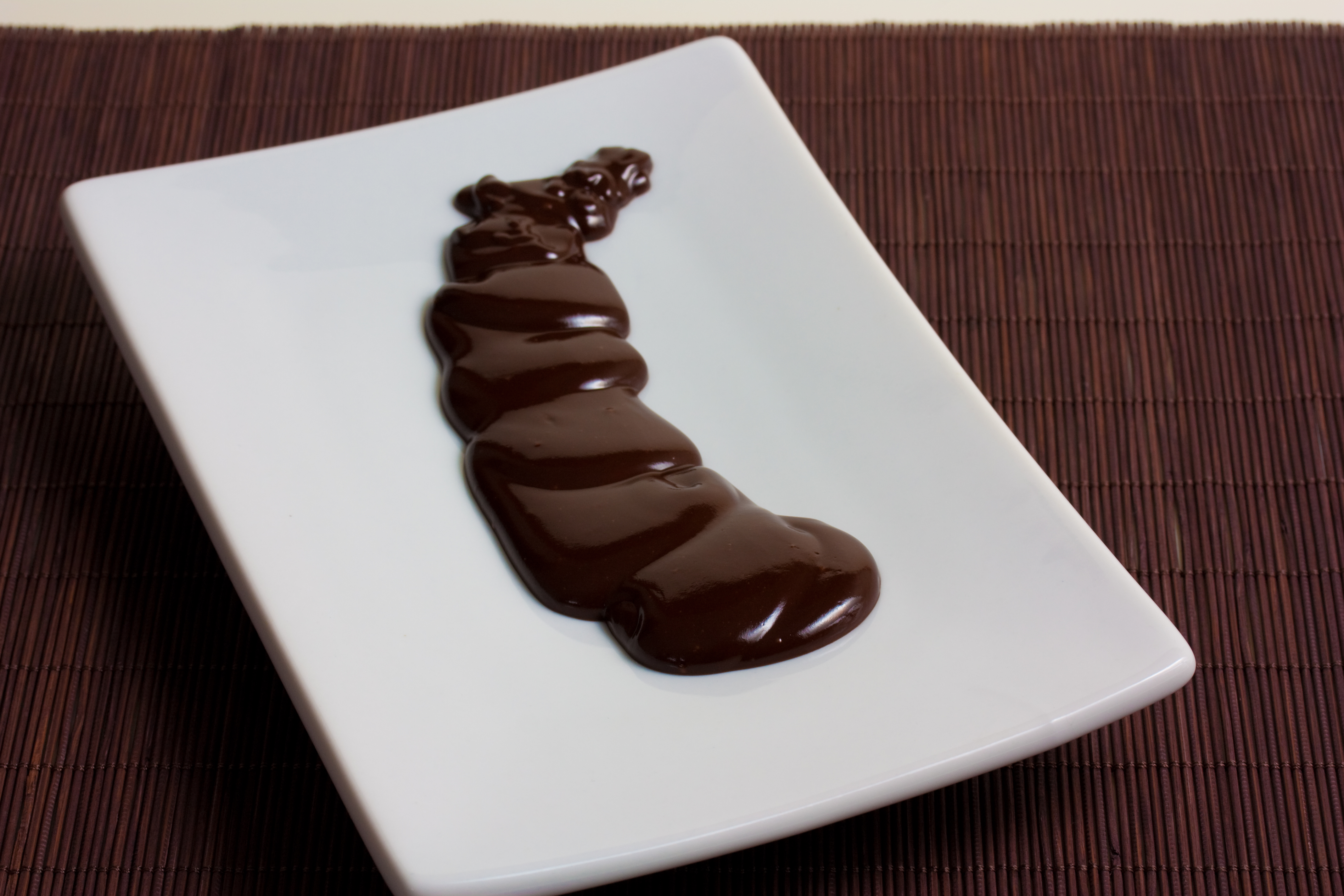
كريمة الشوكولاتة
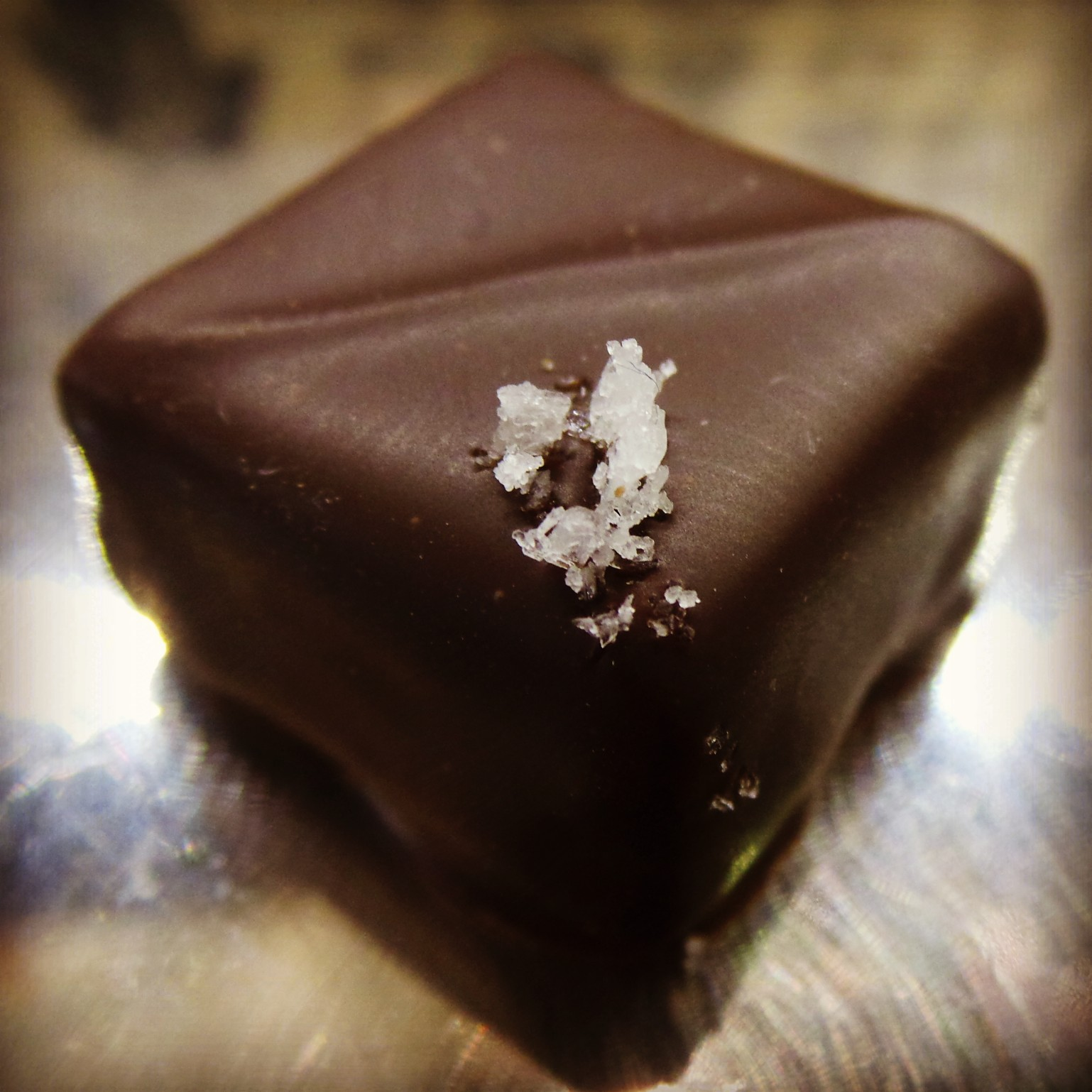